# سیل ۱۳۸۸ قم
سیل ۱۳۸۸ قم در روز ۵ فروردین در پی بارش بی‌سابقه باران و ورود حجم زیادی از آب به داخل رودخانه قمرود و طغیان رودخانه در شهر قم جاری شد، این سیلاب خسارات فراوانی را به استان قم وارد کرد که می‌توان به کشته شدن ۴ نفر آسیب دیدن ۵۰ خودرو تلف شدن ۱۸۰۰ دام زنده خسارت مادی در بخش شهری قم ۷۰ میلیارد تومان و به بخش کشاورزی حدود ۶۰ میلیارد تومان برآورد شد.